# Mauro Urquijo
Mauro Uruquijo född 7 juli 1968 i Manizales, Colombia colombiansk skådespelare.

## Filmografi (i urval)
- 1996 - El Oasis
- 1996 - La Otra en Mi
- 1997 - La Mujer en el Espejo
- 2003 - Pasión de gavilanes